# Sphecodes pimpinellae
Sphecodes pimpinellae là một loài Hymenoptera trong họ Halictidae. Loài này được Robertson mô tả khoa học năm 1900.